# Babycurus pictus
Espèce
Babycurus pictus est une espèce de scorpions de la famille des Buthidae.

## Distribution
Cette espèce se rencontre au Kenya et en Tanzanie.

## Description
La femelle holotype mesure 51 mm.
Le mâle décrit par Kovařík en 2000 mesure 45,2 mm et la femelle 51,0 mm.

## Publication originale
- Pocock, 1896 : « On the scorpions, centipedes and millipedes obtained by Dr Gregory on his expedition to Mount Kenia, East Africa. Part I. Scorpions. » Annals and Magazine of Natural History, sér. 6, vol. 17, p. 425-435 (texte intégral).